# Scytodes cotopitoka
Scytodes cotopitoka är en spindelart som beskrevs av Rheims et al. 2005. Scytodes cotopitoka ingår i släktet Scytodes och familjen spottspindlar. Inga underarter finns listade i Catalogue of Life.